# زالاخ
زالاخ (به آلمانی: Salach) یک شهر در آلمان است که در گوپینگن واقع شده‌است. زالاخ ۷٬۷۷۵ نفر جمعیت دارد.